# Microrregión de Campina Grande
La microrregión de Campina Grande es una de las microrregiones del estado brasileño de Paraíba perteneciente a la mesorregión Agreste Paraibano. Su población fue estimada en 2008 por el IBGE en 615.099 habitantes y está dividida en ocho municipios que hacen área de convergencia con el Municipio Sede, atrayendo riqueza y salario. Posee un área total de 2.113,326 km².

## Municipios
- Boa Vista
- Campina Grande
- Fagundes
- Lagoa Seca
- Massaranduba
- Puxinanã
- Queimadas
- Serra Redonda

- Datos: Q2266999
- Multimedia: Campina Grande / Q2266999